# Mesochorus horstmanni
Mesochorus horstmanni là một loài tò vò trong họ Ichneumonidae.